# لاس فيغاس ستريب
لاس فيغاس ستريب (بالإنجليزية: Las Vegas Strip)‏ هو شارع في لاس فيغاس، نيفادا يعرف دوليا بسبب تركز العديد من الفنادق والمنتجعات والكازينو على طوله. يبلغ طول الشارع حوالي 6.8 كم. يكون هذا الشارع أكثر جمالا في الليل، حيث تقع عليه خمسة عشر من أكبر خمسة وعشرين فندقا في العالم.